# Хаузър
Хаузър (на английски: Hauser) е град в окръг Кутни, щата Айдахо, САЩ. Хаузър е с население от 668 жители (2000) и обща площ от 2,3 km². Намира се на 675 m надморска височина. ЗИП кодът му е 83854, а телефонният му код е 208.